# John McCarthy Jr.
John McCarthy Jr. (California, 1º giugno 1912 – San Bernardino, 14 gennaio 1994) è stato uno scenografo statunitense con una vasta filmografia che comprende più 300 film. 
Acquisendo esperienza su una serie apparentemente infinita di film di serie B la sua azione ha cominciato ad aumentare costantemente nel 1948, quando ha lavorato in La luna sorge e nel Macbeth. Ha ricevuto una nomination agli Oscar nel 1952 per il film Un uomo tranquillo. 
Tra la metà degli anni '50 e l'inizio degli anni '60, tuttavia, la maggior parte del suo tempo è stato speso in televisione, dove ha lavorato in Alfred Hitchcock presenta, Carovane verso il West e I mostri. La televisione lo chiamò ancora nel 1970 per lavori come: Ironside e Colombo.

## Filmografia
- Nessuno ti avrà mai (The Madonna's Secret), regia di Wilhelm Thiele (1946)
- La donna che volevano linciare (Woman They Almost Lynched), regia di Allan Dwan (1953)
- La città che non dorme (City That Never Sleeps), regia di John H. Auer (1953)
- Atomicofollia  (The Atomic Kid), regia di Leslie H. Martinson (1954)